# Force aérienne guatémaltèque
La Force aérienne guatémaltèque (en espagnol : Fuerza Aérea Guatemalteca) est la composante aérienne des Forces armées guatémaltèques.

## Histoire
En 1920, une mission d’aviation militaire française a ouvert une école de pilotage de formation. Le « Cuerpo de Aviación Militar de Guatemala » a été créé en 1929 – avec les pilotes pionniers Jacinto Rodríguez Díaz et Miguel Garcia Granados Solís, entre autres – et a commencé à se développer en 1934. Le déclenchement de la Seconde Guerre mondiale a entravé toute expansion ultérieure jusqu’en 1942, lorsque le Guatemala a commencé à recevoir une aide militaire prêt-bail. Le Guatemala a signé le Traité interaméricain d’assistance réciproque en 1947 à Rio, au Brésil. L’armée de l’air a été rebaptisée Fuerza Aerea Guatemalteca (FAG) en 1948. Dans les années 1960, l’avion d’attaque et d’intercepteur de base utilisés étaient le P-51 Mustang, alimenté par les stocks excédentaires américains. Le premier avion à réaction à entrer en service était le Lockheed T-33 d’entraînement pour lutter contre l’insurrection croissante ;  Les États-Unis ont fourni quatre T-33 en 1963, deux en 1964 et deux autres en 1965. En 1965, les États-Unis ont également fourni quatre hélicoptères Sikorsky UH-19B armés, les premiers hélicoptères militaires d'Amérique centrale. En 1967, la FAG a acquis cinq hélicoptères Bell UH-1B et UH-1D des États-Unis pour renforcer sa force d’hélicoptères. En 1971, le FAG a reçu huit chasseurs-bombardiers Cessna A-37 Dragonfly, un avion éprouvé au Vietnam. Sept autres A-37 ont été fournis en 1974 et 1975. 

Au début des années 1970, il y avait également des tensions concernant un différend avec le Royaume-Uni sur le statut territorial du Honduras britannique voisin (aujourd’hui Belize). En 1970, un T-33 a survolé Belize City lors d’une mission de reconnaissance photo. En 1971, les FAG ont déployé sept P-51 Mustang sur une piste d’atterrissage à Tikal, près de la frontière. Des avions de transport C-47 guatémaltèques ont effectué des parachutages en plein jour près de la zone frontalière. Britanniques renforcèrent leur garnison, mais la tension diplomatique s’apaisa et le conflit fut évité.

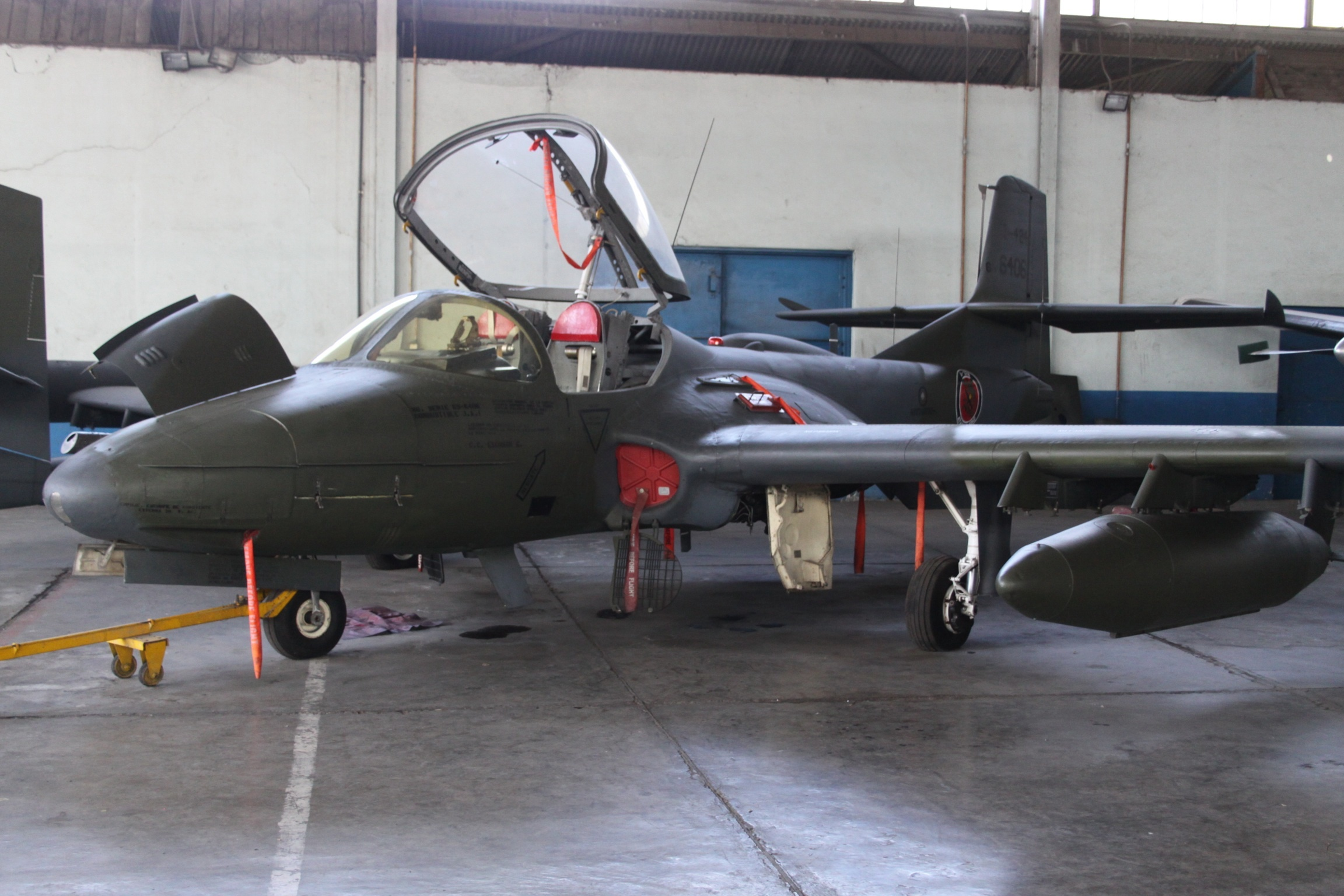
Cessna A-37 Dragonfly

En plus de s’en prendre aux rebelles mayas, les FAG ont détruit des villages en utilisant des bombardements et du napalm. En 1968, l’insurrection était presque neutralisée, mais le coût était estimé à 8 000 civils tués, de sorte qu’en 1977, les États-Unis ont subi des pressions pour couper l’aide militaire ouverte en raison de violations des droits de l’homme, contourner cela, le Guatemala s’est tourné vers des pays comme l’Argentine, Israël et la Suisse, et les États-Unis ont continué à fournir des avions à double usage et ont secrètement fourni à l’armée de l’air des millions de dollars en révisions et en pièces de rechange pour les avions précédemment achetés. Douze Pilatus PC-7 ont été acquis en Suisse en 1979-1980 comme avions d’entraînement, mais ils ont également été utilisés au combat pendant la contre-insurrection.
À la fin des années 1970, l’insurrection renaît sous la forme d’une rébellion principalement maya organisée autour de quatre groupes rebelles d’orientation maoïste, principalement l’Armée de guérilla des pauvres. Début de 1982, les différentes forces de guérilla infligeaient 250 pertes par mois à l’armée sorte que l’armée a de nouveau eu recours à la destruction des villages soupçonnés de soutenir les rebelles. À la fin des années 1980, environ un million de Guatémaltèques avaient été déplacés à l’intérieur de leur propre pays et 250 000 autres avaient fui au Mexique et s’y étaient installés dans des camps de réfugiés. Dans les années 1980, le Guatemala a continué à acquérir des hélicoptères et des avions pour soutenir l’armée. En 1981, le Guatemala achète au moins 8 hélicoptères civils Bell 206B ainsi que trois Alouette de l’Aérospatiale, qu’il arme pour le combat. Des avions de transport léger Fokker 27 ont été acquis en 1982.  Entre 1975 et le début des années 1980, Israël a fourni onze avions de transport bimoteurs Arava IAI-201, qui sont excellents pour les petites pistes. À la fin des années 1980, la France a également fourni trois avions d’entraînement à réaction Fouga CM.170 Magister, qui étaient également armés et utilisés au combat.  Les frappes aériennes ont été lancées par des avions A-37 et des avions d’entraînement armés PC-7. Un A-37 a été perdu au combat en 1988 par des tirs au sol lors d’une opération de soutien rapproché. Le gouvernement mobilisa également la flotte aérienne civile du pays et réquisitionna plusieurs Cessna 182 et Cessna 206 avec des mitrailleuses FN ou M-60 tirées depuis les portes latérales. 
En 1986, la rébellion était considérée comme étant généralement sous contrôle et le régime militaire a remis le pouvoir à un président civil par la médiation du président du Costa Rica Oscar Arias ainsi que des gouvernements hondurien et salvadorien. L’amélioration du climat politique signifiait également la reprise de l’aide militaire américaine ouverte.  Bien que le rôle des FAG ait été considérablement diminué depuis la signature du traité de paix du Guatemala en 1996, ils ont servi le pays après des catastrophes naturelles, notamment après les ouragans Mitch et Stan. Au cours de ces catastrophes, des hélicoptères ont été utilisés pour secourir les personnes bloquées, et des avions-cargos ont été utilisés pour transporter de la nourriture, de l’eau et du matériel médical d’urgence vers des villages et des endroits éloignés qui avaient été coupés.
Le 3 juillet 2019, le Guatemala a commandé deux avions d’entraînement à réaction IA-63 Pampa à l’Argentine, mais le Guatemala a annulé la commande 9 jours plus tard en raison du « manque de transparence entourant l’accord ». 
Les avions notables précédents étaient le P-51D Mustang, le Douglas B-26, le C-47, le Lockheed T-33, le Fouga CM.170 Magister et plus récemment l’hélicoptère S-76 Spirit.

## Aéronefs
Les appareils en service en 2016 sont les suivants :
| Aéronefs              | Origine         | Type                            | En service      | Versions                                                                   |                 |                 |
| avion de combat       | avion de combat | avion de combat                 | avion de combat | avion de combat                                                            | avion de combat | avion de combat |
| --------------------- | --------------- | ------------------------------- | --------------- | -------------------------------------------------------------------------- | --------------- | --------------- |
| Cessna A-37 Dragonfly | États-Unis      | Avion d'appui au sol            | 3               |                                                                            |                 |                 |
| Pilatus PC-7          | Suisse          | Avion d'appui au sol            | 1               |                                                                            |                 |                 |
| avion de transport    |                 |                                 |                 |                                                                            |                 |                 |
| IAI Arava             | Israël          | Avion de transport              | 1               |                                                                            |                 |                 |
| Basler BT-67          | États-Unis      | Avion cargo                     | 3               |                                                                            |                 |                 |
| Beechcraft King Air   | États-Unis      | Avion de transport              | 2               | 90/200                                                                     |                 |                 |
| Cessna 208 Caravan    | États-Unis      | Avion de transport léger        | 1               |                                                                            |                 |                 |
| Fokker F27            | Pays-Bas        | Avion de transport de personnel | 1               |                                                                            |                 |                 |
| avion d'entrainement  |                 |                                 |                 |                                                                            |                 |                 |
| ENAER T-35 Pillán     | Chili           | Avion d'entrainement            | 4               |                                                                            |                 |                 |
| Hélicoptère           |                 |                                 |                 |                                                                            |                 |                 |
| Bell 205              | États-Unis      | Hélicoptère de transport        | 1               |                                                                            |                 |                 |
| Bell 206              | États-Unis      | Hélicoptère de transport        | 1               |                                                                            |                 |                 |
| Bell 212              | États-Unis      | Hélicoptère de transport        | 1               |                                                                            |                 |                 |
| Bell 412              | États-Unis      | Hélicoptère de transport        | 2               | Bell 412 EP (le 13 décembre 2022, 2 hélicoptères Bell 412EPX sont livrés.) |                 |                 |
| Bell UH-1 Iroquois    | États-Unis      | Hélicoptère de transport        | 14              | UH-1H                                                                      |                 |                 |